# Gammarelli

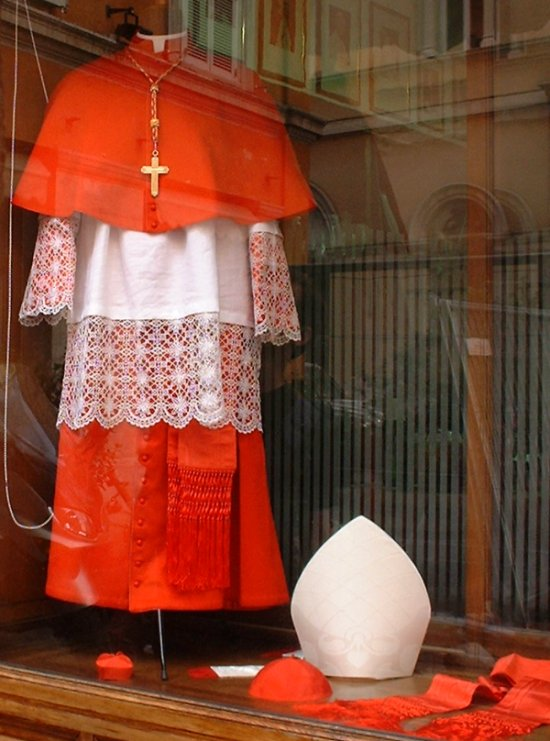
Utstyrsel för en kardinal i skyltfönstret.

Gammarelli är det skrädderi i Rom som sedan 1846 har varit påvlig leverantör av liturgiska kläder.
Det grundades 1798 och är beläget på Via di Santa Chiara 34 i närheten av Pantheon.